# Kanton Schœlcher-1
Kanton Schœlcher-1 is een voormalig kanton van het Franse departement Martinique. Kanton Schœlcher-1 maakte deel uit van het arrondissement Fort-de-France en telde 11.466 inwoners (2007). Het werd zoals alle kantons van Martinique opgeheven op 1 januari 2016.

## Gemeenten
Het kanton Schœlcher-1 omvatte uitsluitend een deel van de gemeente Schœlcher